# 통지 (책)
| 십통           | 십통               | 십통 | 십통 |
| -------------- | ------------------ | ---- | ---- |
| 이름           | 저자               | 권수 |      |
| 통전           | 당 · 두우          | 200  |      |
| 통지           | 송 · 정초          | 200  |      |
| 문헌통고       | 원 · 마단림        | 348  |      |
| 속통전         | 청 · 혜황, 유용 등 | 150  |      |
| 속통지         | 청 · 혜황, 유용 등 | 640  |      |
| 속문헌통고     | 청 · 장정옥        | 250  |      |
| 청조통전       | 청 · 혜황, 유용 등 | 100  |      |
| 청조통지       | 청 · 혜황, 유용 등 | 126  |      |
| 청조문헌통고   | 청 · 장정옥        | 300  |      |
| 청조속문헌통고 | 근대 · 유금조      | 400  |      |

통지(通志)는 중국 남송의 정초(鄭樵)가 소흥 31년(1161년)에 편찬한 책이다. 단대사(斷代史)를 비판하며, 통사 형식인 『사기』의 체제를 본따, 삼황으로부터 시작하여 수나라, 당나라에 이르는 전장(典章), 제도를 기록한 정서(政書)이다. 십통의 하나이며, 『통전』, 『문헌통고』와 함께 삼통(三通)으로 일컬어진다. 이 책은 청나라의 장학성(張學誠)에 의해 그 가치가 재평가되었다.
전체 200권이고, 고증 3권이 붙어있으며, 기전체로서 본기, 연보, 세가, 열전, 재기와 이십략(二十略) 등이 포함되어 있다.

## 이십략
그 중 이십략은 기전체에서의 서(書), 지(志)에 해당하는 것을 보다 확충한 것으로, 가장 높이 평가받고 있다. 이는 『사통』의 영향을 받은 것으로, 종래의 정치사와 인물전에 치우친 역사 기술, 논평을 다양한 학술 분야의 발전 양상에 중점을 둔 것으로 서술하고자 하는 포부에서 탄생한 것이다. 이십략의 구성 및 내용은 다음과 같다.
- 씨족략(氏族略): 성씨의 내력
- 육서략(六書略): 한자의 성립
- 칠음략(七音略): 한자의 음운과 성조
- 천문략(天文略): 천문학
- 지리략(地理略): 지리
- 도읍략(都邑略): 역대 도성에 관한 내용
- 시략(諡略): 시호
- 기복략(器服略): 고대 제사의 청동기 관련
- 악략(樂略): 시경에 근거한 악제(樂制) 관련
- 예문략(藝文略): 학술서의 발전, 차이
- 교수략(校讐略): 서적 교정의 역사
- 도보략(圖譜略): 서적의 도판
- 금석략(金石略): 금석학
- 재상략(災祥略): 재해와 상서
- 곤충초목략(昆蟲草木略): 곤충식물학
- 예략(禮略): 예, 특히 오례(五禮)
- 직관략(職官略): 관직의 역사
- 선거략(選擧略): 인재 등용의 역사
- 형법략(刑法略): 형벌의 사용
- 식화략(食貨略): 경제활동의 역사

훗날 이십략 부분만을 따로 간행하여 『통지략(通志略)』이라고 제목을 붙인 것도 나왔다. 반면 『통지』 전체의 절반을 차지하는 열전 부분은 불필요하다는 좋지 않은 평판을 얻었다.

## 육서략
통지 중 《육서략(六書略)》은 한자의 각 글자가 생겨난 원리를 담은 《육서》를 요약한 것이다.
육서략 중 5권은 기일성문도(起一成文圖)로 시작한다. 기일성문도는 글자 획의 기하학적인 모양을 설명하는 글이다.
衡爲一，從爲│，邪│爲丿，反丿爲乀，至乀而窮。折一爲┐，反┐爲┌，轉┌爲└，反└爲┘，至┘而窮。

ㄱ · ㄴ · ㄷ · ㅁ · ㅅ · ㅇ 등 한글 낱자와 비슷한 글자가 있다고 하여 한글의 기원이라는 주장도 있지만 뚜렷한 근거는 없다.